# والتر هانكوك

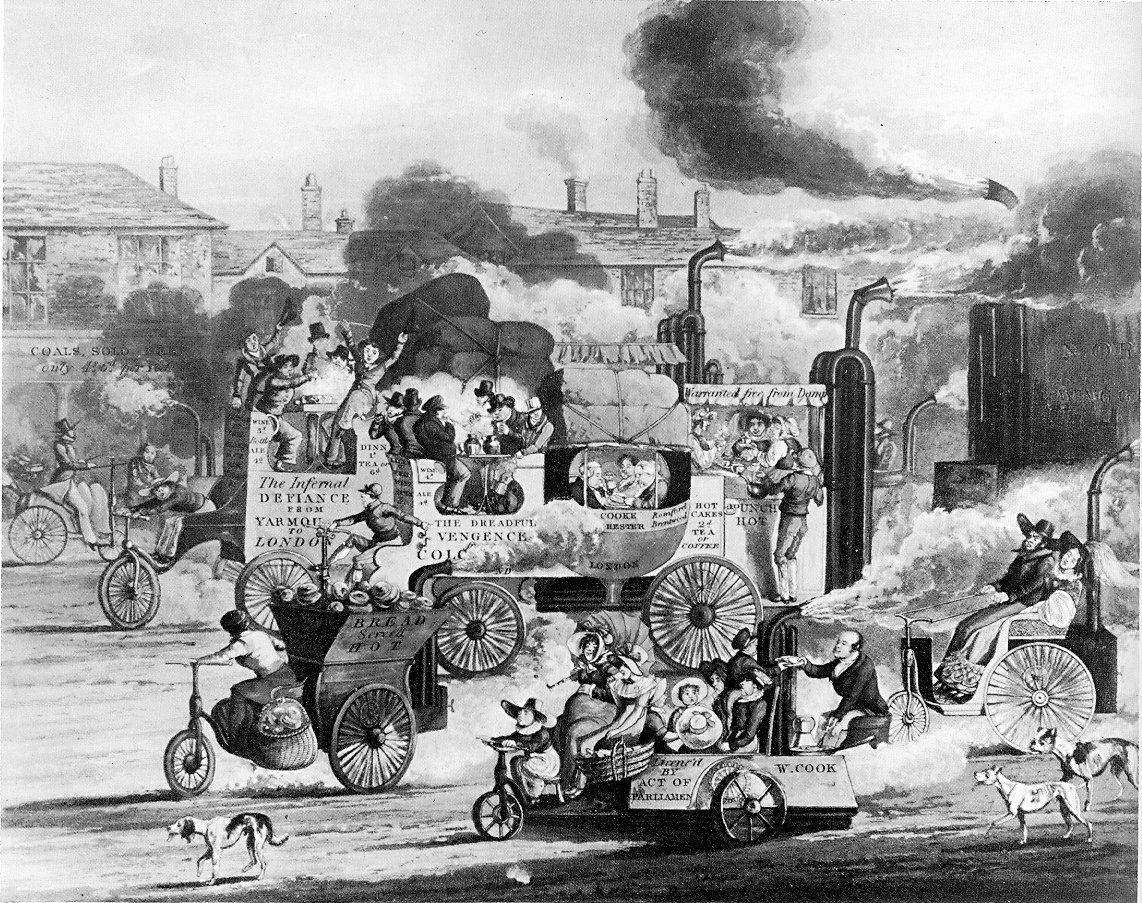
1831 satire on steam coaches

والتر هانكوك (بالإنجليزية: Walter Hancock) هو مخترع إنجليزي أشتهر بسبب تصميمه لفكرة المركبات التي تعمل بالمحركات البخارية وأيضاً لحصوله على براءة إختراع تقطيع المطاط إلى شرائح . عاش في العصر الفيكتوري وهو الأخ الأصغر للمخترع توماس هانكوك.

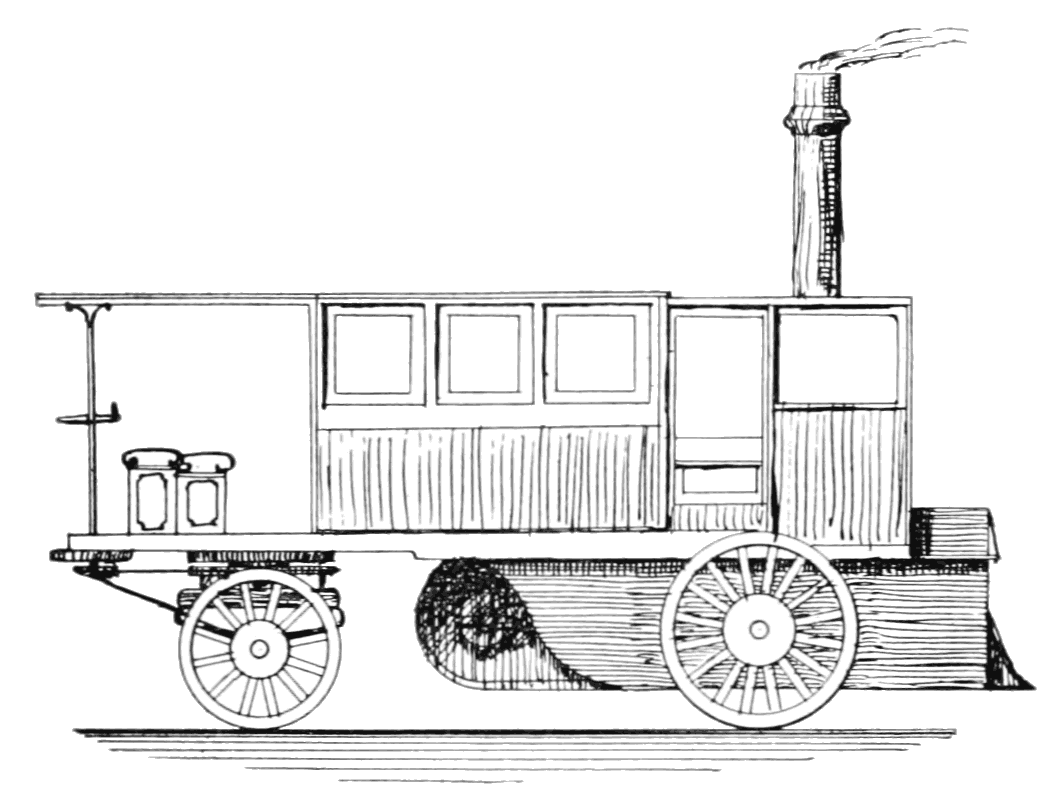
صورة حافلة ركاب بخارية صممها والتر هانكوك.